# Sarina Wiegman
Sarina Petronella Wiegman (sinh ngày 26 tháng 10 năm 1969), còn được gọi là Sarina Wiegman-Glotzbach, là một cựu cầu thủ và huấn luyện viên bóng đá người Hà Lan, bà đang là huấn luyện viên của đội tuyển nữ quốc gia Anh kể từ tháng 9 năm 2021.
Trong sự nghiệp thi đấu của mình, Wiegman thi đấu ở vị trí tiền vệ trung tâm trước khi chuyển sang đá hậu vệ. Năm 1989, bà theo học Đại học North Carolina tại Chapel Hill, nơi bà chơi cho đội bóng đá nữ North Carolina Tar Heels. Trở về Hà Lan, bà gia nhập đội nữ Ter Leede bên cạnh công việc giáo viên thể chất. Với Ter Leede, bà đã 1 lần giành chức vô địch Hà Lan và cúp KNVB. Wiegman đại diện cho Hà Lan từ năm 1987 đến năm 2001. Mặc dù bà đã có 104 lần thi đấu cho Hà Lan (được KNVB công nhận ban đầu), chiến thắng trước các đối thủ không thuộc FIFA đã dẫn đến tổng số lần ra sân của bà là 99.
Sau khi giải nghệ vào năm 2003, Wiegman bắt đầu sự nghiệp huấn luyện của mình với các đội nữ của Ter Leede và ADO Den Haag. Năm 2014, bà trở thành trợ lý huấn luyện viên đội tuyển quốc gia Hà Lan. Năm 2016, Wiegman nhận được bằng huấn luyện viên và trở thành người phụ nữ đầu tiên huấn luyện một đội bóng chuyên nghiệp Hà Lan. Sau khi được bổ nhiệm làm huấn luyện viên trưởng của đội tuyển quốc gia Hà Lan, Wiegman đã dẫn dắt Hà Lan vô địch tại UEFA Women's Euro 2017. Hai năm sau, đội trở thành á quân của Giải vô địch bóng đá nữ thế giới 2019. Vào tháng 8 năm 2020, có thông báo rằng Wiegman sẽ huấn luyện đội tuyển nữ quốc gia Anh. Tuy nhiên, bà quyết định ở lại Hà Lan, nhưng từ chức sau khi Hà Lan dừng bước ở vòng tứ kết Thế vận hội Tokyo 2020 trước Hoa Kỳ. Sau đó, bà đã nhận lời làm huấn luyện viên đội tuyển nữ Anh và dẫn dắt đội vô địch UEFA Women's Euro 2022 trên sân nhà. Đây là danh hiệu đầu tiên của tuyển nữ Anh kể từ khi đội nam vô địch FIFA World Cup 1966. Bà dẫn dắt Anh trở thành á quân của Giải vô địch bóng đá nữ thế giới 2023.

## Tiểu sử
Wiegman sinh ra ở Den Haag và bắt đầu chơi bóng trên đường phố khi còn nhỏ. Năm 6 tuổi, bà tham gia ESDO từ Wassenaar, nơi bà chơi cùng với các cậu bé. bà cũng chơi cho HSV Celeritas của địa phương, nơi bà có thể tham gia đội nữ. Bà kết hôn với Marten Glotzbach và họ có 2 con gái Lauren và Sacha.

## Sự nghiệp cầu thủ

### Câu lạc bộ
Năm 1987, Wiegman gia nhập KFC '71, nơi bà vô địch KNVB Cup cùng năm.
Năm 1988, trong khi ở Trung Quốc tham gia Giải bóng đá nữ khách mời FIFA 1988, bà đã gặp huấn luyện viên trưởng Đội tuyển Bóng đá nữ Quốc gia Mỹ Anson Dorrance, người đã mời bà đến học tại Đại học Bắc Carolina ở Chapel Hill và chơi cho đội bóng đá nữ North Carolina Tar Heels vào năm 1989. Tại North Carolina, Wiegman chơi cùng với những cầu thủ như Mia Hamm, Kristine Lilly và Carla Overbeck. Họ trở thành nhà vô địch NCAA vào năm 1989.
Wiegman sau đó mô tả chất lượng đội và điều kiện làm việc là "ở mức cao nhất", điều này hoàn toàn trái ngược với tình hình ở Hà Lan khi bà trở lại sau đó 1 năm. Ở đây, tất cả các cầu thủ nữ đã phải làm việc ngoài bóng đá. Wiegman trở thành một giáo viên thể chất, một công việc mà bà sẽ làm cho phần còn lại của sự nghiệp thi đấu của mình.
Năm 1994, Wiegman gia nhập Ter Leede, nơi bà đã giành được 2 chức vô địch Hà Lan (2001 và 2003) và 1 KNVB Cup (2001). Năm 2003, bà giải nghệ sau khi mang thai đứa con thứ hai.

### Đội tuyển quốc gia
Wiegman từng là đội trưởng đội tuyển nữ Hà Lan từ giữa năm 1987 đến 2001, bà có 104 lần ra sân & ghi 3 bàn.
Năm 1986, ở tuổi 16, Wiegman lần đầu tiên được chọn vào đội tuyển Hà Lan. Vào ngày 23 tháng 5 năm 1987, ở tuổi 17, bà có trận ra mắt trong trận đấu trên sân khách với Na Uy, đó là trận đấu duy nhất của Dick Advocaat dẫn dắt nữ Hà Lan. bà đã chơi tại Giải bóng đá nữ khách mời FIFA 1988, nơi Hà Lan lọt vào vòng tứ kết. Wiegman cũng giúp Hà Lan lọt vào tứ kết các giải vô địch châu Âu 1989, 1991 và 1993, mặc dù họ chưa bao giờ lọt vào trận chung kết của một kỳ World Cup hoặc Giải vô địch châu Âu chính thức.
Vào ngày 9 tháng 4 năm 2001, Wiegman đã có lần khoác áo thứ 100 trong trận giao hữu trên sân nhà với Đan Mạch, trở thành cầu thủ bóng đá Hà Lan đầu tiên làm được điều này. Hai ngày sau, bà được vinh dự nhận chiếc khiên do huấn luyện viên trưởng đội nam Louis van Gaal trao tặng. Trong bài phát biểu của mình, ông nói: "Tôi rất tôn trọng Sarina. Đối với nam, mọi thứ đã được sắp xếp. Ở đây, điều này khó khăn hơn nhiều."
Wiegman chơi trận đấu quốc tế cuối cùng vào ngày 14 tháng 6 năm 2001 trong thất bại 2–0 trên sân khách trước Cộng hòa Séc. Sau đó, có thông tin 5 lần khoác áo của bà  trước các đối thủ không thuộc FIFA đã dẫn đến tổng số lần ra sân của bà là 99.

## Sự nghiệp huấn luyện viên

### Ter Leede
Vào ngày 24 tháng 1 năm 2006, có thông báo rằng Wiegman sẽ trở thành huấn luyện viên của Ter Leede. Bà đã giành chức vô địch Hà Lan và KNVB Cup vào năm 2007.

### Nữ ADO Den Haag
Vào mùa hè 2007, Wiegman trở thành huấn luyện viên của đội nữ ADO Den Haag, đội sau này sẽ thi đấu tại giải Women's Eredivisie mới thành lập. Năm 2012, bà dẫn dắt ADO vô địch Eredivisie và KNVB Cup. Vào năm 2013, ADO bảo vệ thành công chức vô địch KNVB Cup.

### Đội tuyển bóng đá nữ quốc gia Hà Lan

#### Trợ lý huấn luyện viên
Vào ngày 1 tháng 8 năm 2014, Wiegman rời ADO để làm trợ lý huấn luyện viên của đội tuyển bóng đá nữ quốc gia Hà Lan, đồng thời là điều phối viên của đội tuyển U-19 nữ quốc gia. Vào ngày 27 tháng 3 năm 2015, Wiegman tham gia khóa học của KNVB để lấy bằng huấn luyện viên, trở thành người phụ nữ thứ 3 làm được điều này, sau Vera Pauw và Hesterine de Reus. Vào ngày 2 tháng 7 năm 2015, bà  có một kỳ thực tập tại Sparta Rotterdam.
Vào ngày 1 tháng 8 năm 2015, sau khi Roger Reijners bị sa thải, Wiegman được bổ nhiệm làm huấn luyện viên tạm quyền. Điều này kéo dài cho đến ngày 1 tháng 10, khi Arjan van der Laan là huấn luyện viên mới, còn Wiegman trở lại vị trí trợ lý.
Vào ngày 31 tháng 7 năm 2016, Wiegman nhận được bằng huấn luyện UEFA Pro, sau khi hoàn thành khóa huấn luyện của Hiệp hội bóng đá Hà Lan và 1 năm thực tập tại Sparta Rotterdam. Trong một cuộc phỏng vấn với KNVB, bà cho biết đã tận mắt chứng kiến sự chuyên nghiệp cao của bóng đá nam ở Hà Lan, bà hy vọng sẽ giúp đưa bóng đá nữ ở Hà Lan lên cùng đẳng cấp.
Vào ngày 3 tháng 10 năm 2016, có thông báo Wiegman sẽ trở thành trợ lý tạm quyền cho Ole Tobiasen tại Jong Sparta Rotterdam (đội tham gia Tweede Divisie 2016–17), ngoài công việc trợ lý tuyển nữ Hà Lan. Khi làm như vậy, bà trở thành nữ huấn luyện viên đầu tiên tại một đội bóng đá chuyên nghiệp của Hà Lan.

#### Huân luyện viên trưởng

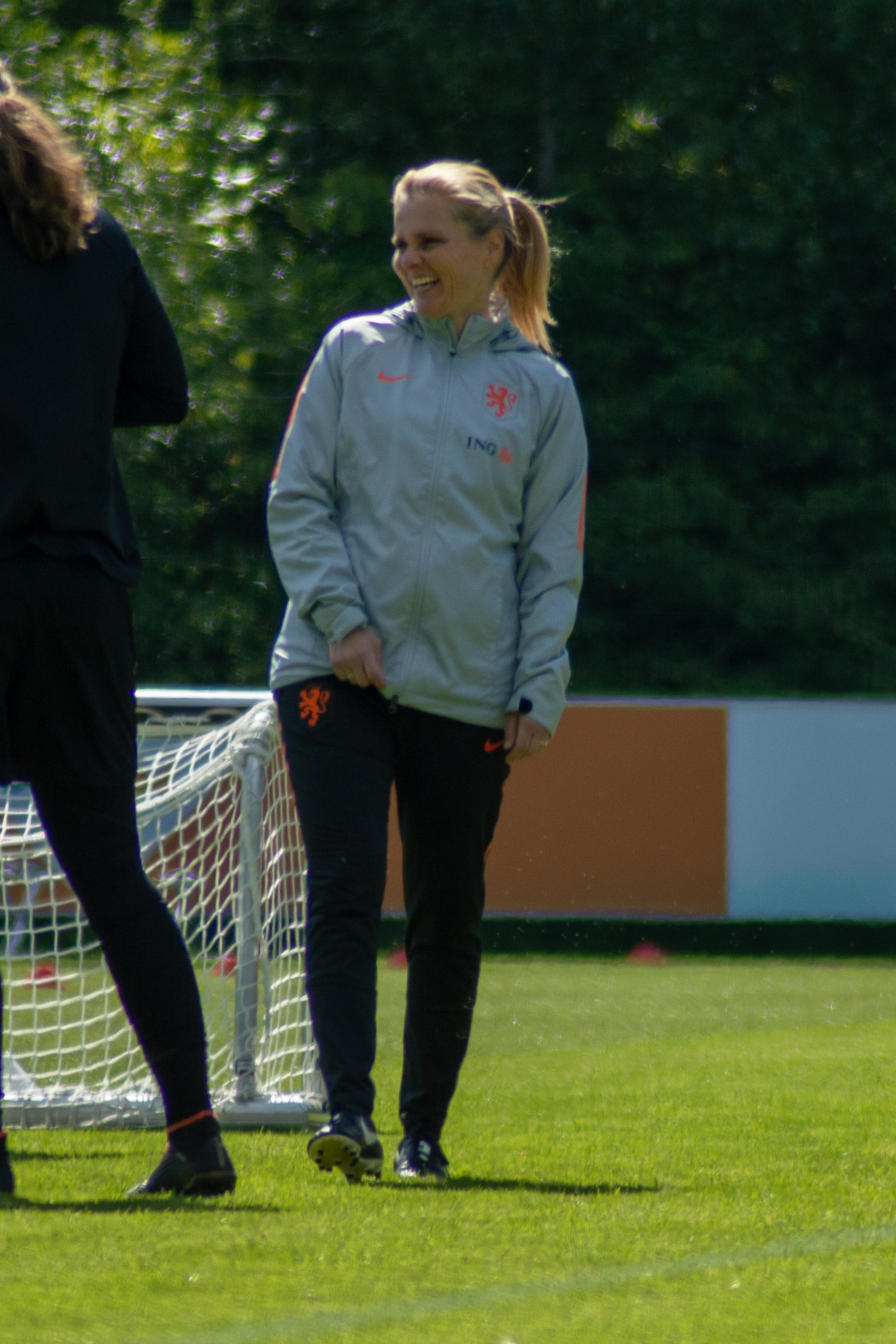
Sarina Wiegman huấn luyện đội tuyển nữ quốc gia Hà Lan tại Zeist, Hà Lan vào năm 2019.

Vào ngày 23 tháng 12 năm 2016, Van der Laan bị KNVB sa thải và Wiegman một lần nữa được bổ nhiệm làm huấn luyện viên trưởng tạm quyền của nữ Hà Lan. Vào ngày 13 tháng 1 năm 2017, KNVB thông báo Wiegman đã được bổ nhiệm làm huấn luyện viên trưởng chính thức. Đồng thời, Foppe de Haan được bổ nhiệm làm trợ lý.
Wiegman được bổ nhiệm làm huấn luyện viên trưởng 6 tháng trước khi UEFA Women's Euro 2017 bắt đầu tại quê nhà. Tuy nhiên, đội đã để thua 4/5 trận giao hữu và có tinh thần xuống thấp. Wiegman sau đó đã làm việc để cải thiện sự tự tin của các cầu thủ và thay đổi phong cách chơi sang bóng đá tấn công nhiều hơn.
Tại giải vô địch châu Âu, Hà Lan thắng mọi trận đấu, mà đỉnh cao là chiến thắng 4–2 trước Đan Mạch trong trận chung kết. Đội cũng nhận được nhiều lời khen ngợi với lối chơi hấp dẫn. Chiến thắng này đánh dấu danh hiệu vô địch châu Âu đầu tiên của nữ Hà Lan, Wiegman trở thành huấn luyện viên người Hà Lan thứ 2 dẫn dắt đội tuyển quốc gia giành được danh hiệu lớn, sau Rinus Michels tại Euro 1988.
Vào ngày 23 tháng 10 năm 2017, Wiegman đã được trao danh hiệu Huấn luyện viên nữ xuất sắc nhất FIFA tại lễ trao giải FIFA The Best, vượt qua huấn luyện viên Đan Mạch Nils Nielsen và huấn luyện viên Lyon Gérard Prêcheur. Hai ngày sau, bà được nhận danh hiệu Hiệp sĩ của Dòng Orange-Nassau tại một buổi lễ chứng kiến toàn bộ đội nhận được vinh dự tương tự.
Sau khi giúp đội tham dự Giải vô địch bóng đá nữ thế giới 2019, Wiegman đã dẫn dắt Hà Lan đến trận chung kết của giải đấu, nơi họ thua 0–2 trước Hoa Kỳ. Đội một lần nữa nhận được lời khen ngợi về phong cách chơi trên đường đến trận chung kết. Vào ngày 9 tháng 7 năm 2019, KNVB quyết định đúc tượng bà đặt tại khu vườn của hiệp hội, vì những đóng góp của bà cho bóng đá Hà Lan, bà là người phụ nữ đầu tiên nhận được vinh dự này. Bà sau đó dẫn dắt Hà Lan tại Thế vận hội Mùa hè 2020, nơi họ tiếp tục dừng bước ở vòng tứ kết.

### Đội tuyển bóng đá nữ quốc gia Anh

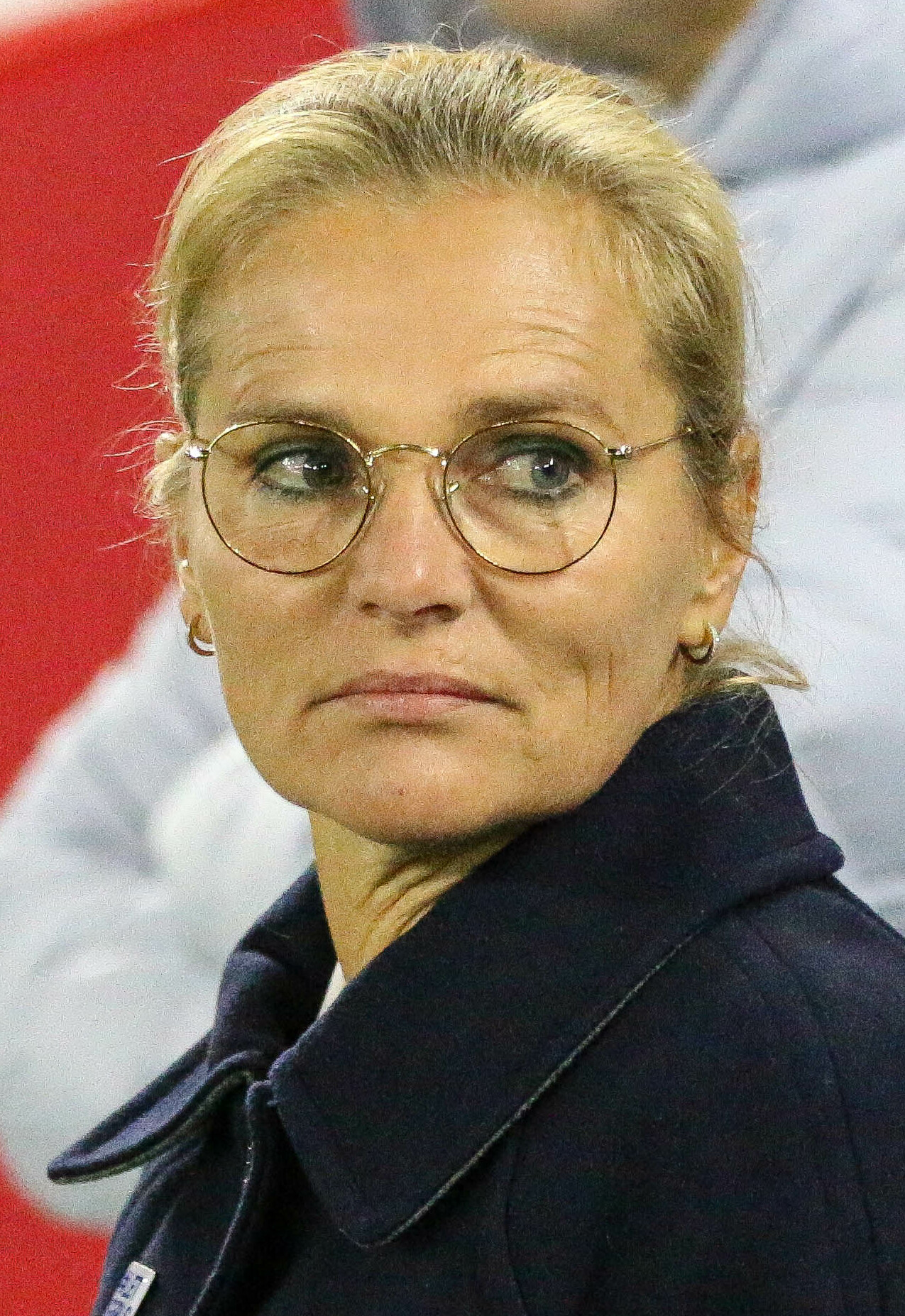
Sarina Wiegman huấn luyện đội tuyển nữ quốc gia Anh năm 2022

Vào tháng 8 năm 2020, Hiệp hội bóng đá Anh thông báo Wiegman đã ký hợp đồng 4 năm và sẽ đảm nhận vị trí huấn luyện viên của đội tuyển bóng đá nữ quốc gia Anh từ Phil Neville, bắt đầu từ tháng 9 năm 2021, qua đó biến bà trở thành người quản lý đội tuyển đầu tiên không phải người Anh. Sau khi Neville từ chức trước khi hết nhiệm kỳ, huấn luyện viên người Na Uy Hege Riise đảm nhận vai trò tạm quyền vào tháng 1 năm 2021 cho đến khi Wiegman tiếp quản. Trận đầu tiên mà Wiegman cầm quân là trận thắng 8–0 trước Bắc Macedonia mở màn vòng loại World Cup 2023. Vào ngày 30 tháng 11 năm 2021, đội tuyển Anh lập kỷ lục mới với chiến thắng 20–0 trước Latvia trong vòng loại World Cup, kỷ lục trước đó là 13–0 trước Hungary thiết lập vào năm 2005, đó là trận đấu thứ 6 của Wiegman và duy trì thành tích toàn thắng của bà với đội tuyển, vượt qua đối thủ của họ 53–0 trong thời gian đó.
Wiegman đã giúp đội tuyển nữ Anh vô địch trong trận chung kết UEFA Women's Euro 2022 với chiến thắng 2-1 trước Đức trên sân vận động Wembley, bà trở thành huấn luyện viên nữ thứ 4 bảo vệ thành công danh hiệu và là người đầu tiên vô địch giải đấu với 2 quốc gia khác nhau, trước đó Hà Lan của bà giành chức vô địch vào năm 2017. Vào ngày 25 tháng 8 năm 2022, sau chiến thắng của bà với Lionesses, bà đã nhận giải thưởng Huấn luyện viên nữ của năm của UEFA cho mùa giải 2021–22. Vào tháng 12 năm 2022, Wiegman nhận danh hiệu Chỉ huy danh dự của Huân chương Đế quốc Anh (CBE) "vì các cống hiến cho bóng đá", để ghi nhận vai trò của bà trong thành công của Lionesses. Bà tiếp tục giúp đội tuyển nữ Anh vô địch Finalissima 2023 khi vượt qua nhà vô địch Cúp bóng đá nữ Nam Mỹ 2022 Brazil 4-2 tại loạt luân lưu sau khi hòa 1-1 cả trận. Tại FIFA Women's World Cup 2023, bà dẫn dắt nữ Anh lần đầu tiên đến trận chung kết của giải đấu, nơi họ thua 0–1 trước Tây Ban Nha, qua đó trở thành người đầu tiên về nhì tại 2 giải đấu liên tiếp với 2 đội tuyển khác nhau. Vào ngày 16/1/2024, FA thông báo bà sẽ dẫn dắt Anh đến 2027.
Tại UEFA Women's Euro 2025, bà giúp đội bảo vệ thành công ngôi vương khi đánh bại Tây Ban Nha 3-1 trong loạt sút 11m tại chung kết.

## Danh hiệu và thành tích

### Cầu thủ
KFC '71
- KNVB Cup: 1986–87

North Carolina Tar Heels
- NCAA Division I Women's Soccer Championship: 1989

Ter Leede
- Dutch championship: 2000–01, 2002–03
- KNVB Cup: 2000–01

### Huấn luyện viên
Ter Leede
- Dutch championship: 2006–07
- KNVB Cup: 2006–07

ADO Den Haag Women
- Eredivisie: 2011–12
- KNVB Cup: 2011–12, 2012–13

Nữ Hà Lan
- Giải vô địch bóng đá nữ châu Âu:  Vô địch (2017)[35]
- Giải vô địch bóng đá nữ thế giới:  Á quân (2019)[40]

Nữ Anh
- Giải vô địch bóng đá nữ châu Âu:  Vô địch (2022,[58] 2025[59])
- Arnold Clark Cup:   Vô địch (2022[60], 2023[61])
- Women's Finalissima:   Vô địch (2023)[62]
- Giải vô địch bóng đá nữ thế giới:  Á quân (2023)[63]

### Cá nhân
- KNVB Bondsridder ("Association Knight"): 2012[64]
- The Best FIFA Women's Coach: 2017,[65] 2020[66], 2022[67], 2023[68]
- Knight of the Order of Orange-Nassau: 2017[69]
- UEFA Women's Coach of the Year: 2021–22[70], 2022-23[71]
- IFFHS World's Best Woman National Coach: 2020[72], 2022[73]
- BBC Sports Personality of the Year Coach Award: 2022[74]
- Honorary CBE: 2022 Special Honours[52][53]
- Freedom of the City of London (công bố ngày 1 tháng 8 năm 2022)[75]